# Gagea multipedunculifera
Gagea multipedunculifera är en liljeväxtart som beskrevs av Igor Germanovich Levichev. Gagea multipedunculifera ingår i Vårlökssläktet och i familjen liljeväxter. Inga underarter finns listade.